# Palais des Corts
Ne doit pas être confondu avec Palais des Cortès.
Le Palais des Corts est un ancien bâtiment qui a abrité successivement les différentes cours de justice du Roussillon, puis de 1792 à 1925 par le tribunal de commerce et enfin la Croix Rouge depuis 1965.

## Localisation
Le Palais des Corts se trouve à Perpignan, en plein centre ville, 26 rue de l'argenterie. Les Corts étaient un ensemble de cinq cours judiciaires qui occupaient les mêmes locaux.
Initialement le Palais des Corts comprenaient le bâtiment actuel, celui en prolongement sur la même façade et celui qui se trouvait derrière. Ainsi devait-il être limitrophe du couvent des Jésuites, qui se trouvait à la place de l'actuel théâtre. C'était alors au début du XIVe siècle sous les rois de Majorque.

## Historique
Le palais des Corts était l'équivalent de l'Assemblée Nationale, à l'époque médiévale. Typique du droit catalan, il s'agissait d'un bâtiment dans lequel se réunissait les Corts, c'est-à-dire l'assemblée des représentants de la ville. C'était donc un haut lieu démocratique qui joua un grand rôle dans l'histoire de Perpignan.
Construit au début du 14e siècle sous Sanc de Majorque, en plein cœur du quartier des orfèvres et des argentiers, le Palais des Corts abrita les différentes cours de justice du Roussillon. Le monument gothique fut ensuite occupé par le tribunal de commerce de 1792 à 1925.
L'intérieur du Palais nous offre trois arcades légères une œuvre de Rauli Valter. Elles furent construites entre 1424 et 1427. Deux plafonds de bois datant respectivement des XVe et XVIIe siècles subsistent au premier étage ; le premier conserve son décor peint à motifs d'étoiles. A l'angle du patio intérieur se trouvait une tour carrée du XIVe siècle. La salle de délibération existe toujours, elle donne sur la rue, au 1er étage. Elle est jouxtée d'une deuxième salle, probablement la salle des audiences.
A l’origine plus vaste, très morcelé et transformé, il ne subsiste que sa loge, élégante galerie gothique, réalisée par Rauli Valter, maître d’œuvre de l’entourage de Guillem Sagrera, architecte de la Cathédrale Saint-Jean-Baptiste. La porte en plein cintre, en marbre de Baixas, ouvre sur le patio.
Durant le XVIIe siècle la façade a été refaite en briques rouges, c'est la façade actuelle que l'on voit toujours de nos jours. Elle accueille aujourd'hui une fenêtre médiévale provenant de l’hôtel d’Ortaffa, situé rue Fabriques d’en Nabot ; elle fut récupérée lors de la démolition partielle de ce dernier à la fin des années 1960 pour faciliter l'extension de la préfecture. A la révolution française, les cours de justice qui s'y trouvaient furent inutiles et le bâtiment accueillit le tribunal de commerce. Il avait toujours cette fonction en 1925. Abandonné par la suite, la Croix Rouge le récupéra en 1965 et s'y trouve encore,.

Aujourd'hui, en plus d'accuaillir la  Croix-Rouge départementale, le Palais des Corts est ouvert lors de l'évènement de Visa pour l'image.

## Galerie

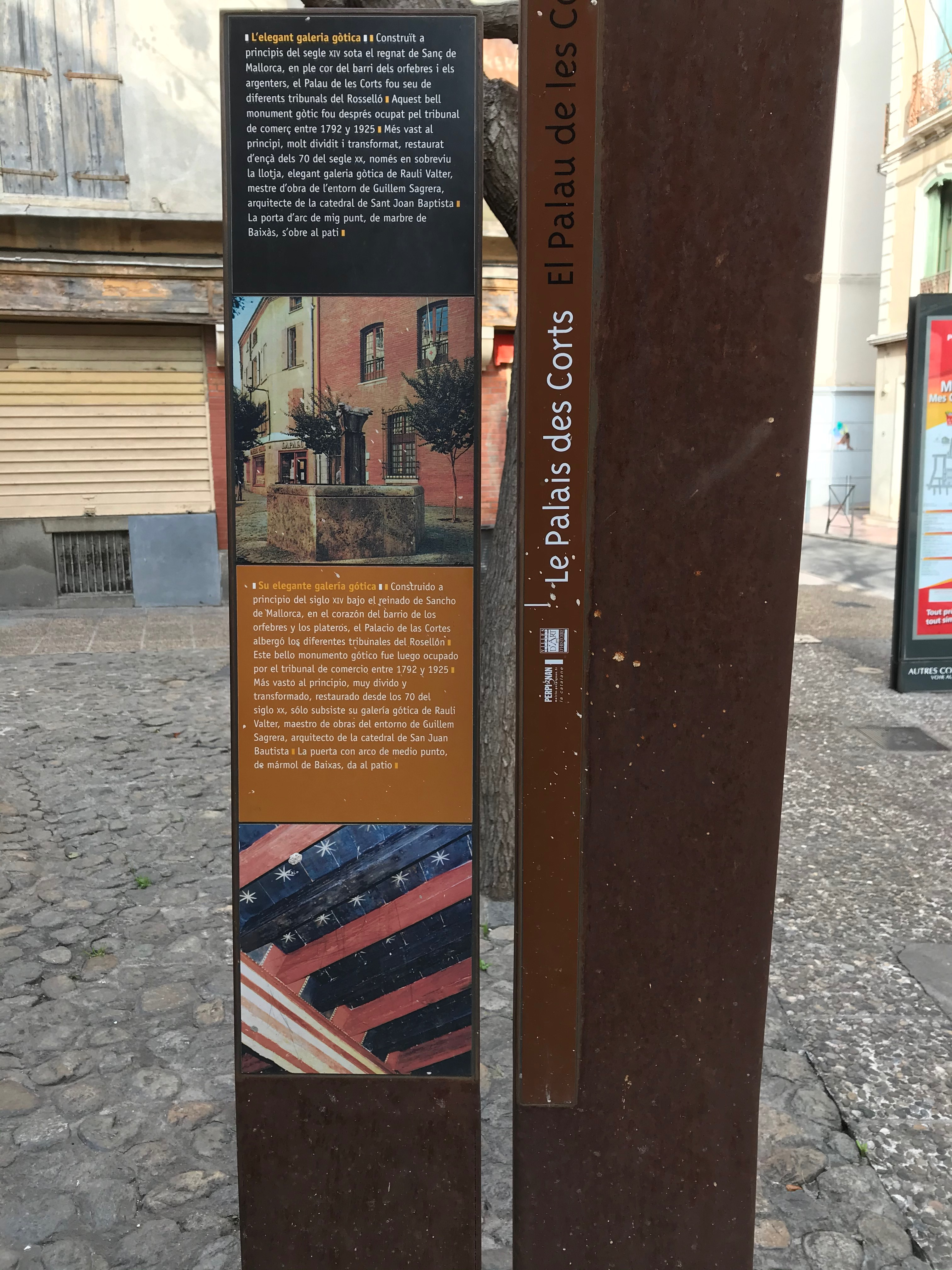
Plaque descriptive du Palais des Corts situé devant le dit-bâtiment. on peut y remarquer le plafond étoilé cité plus haut ainsi que la place

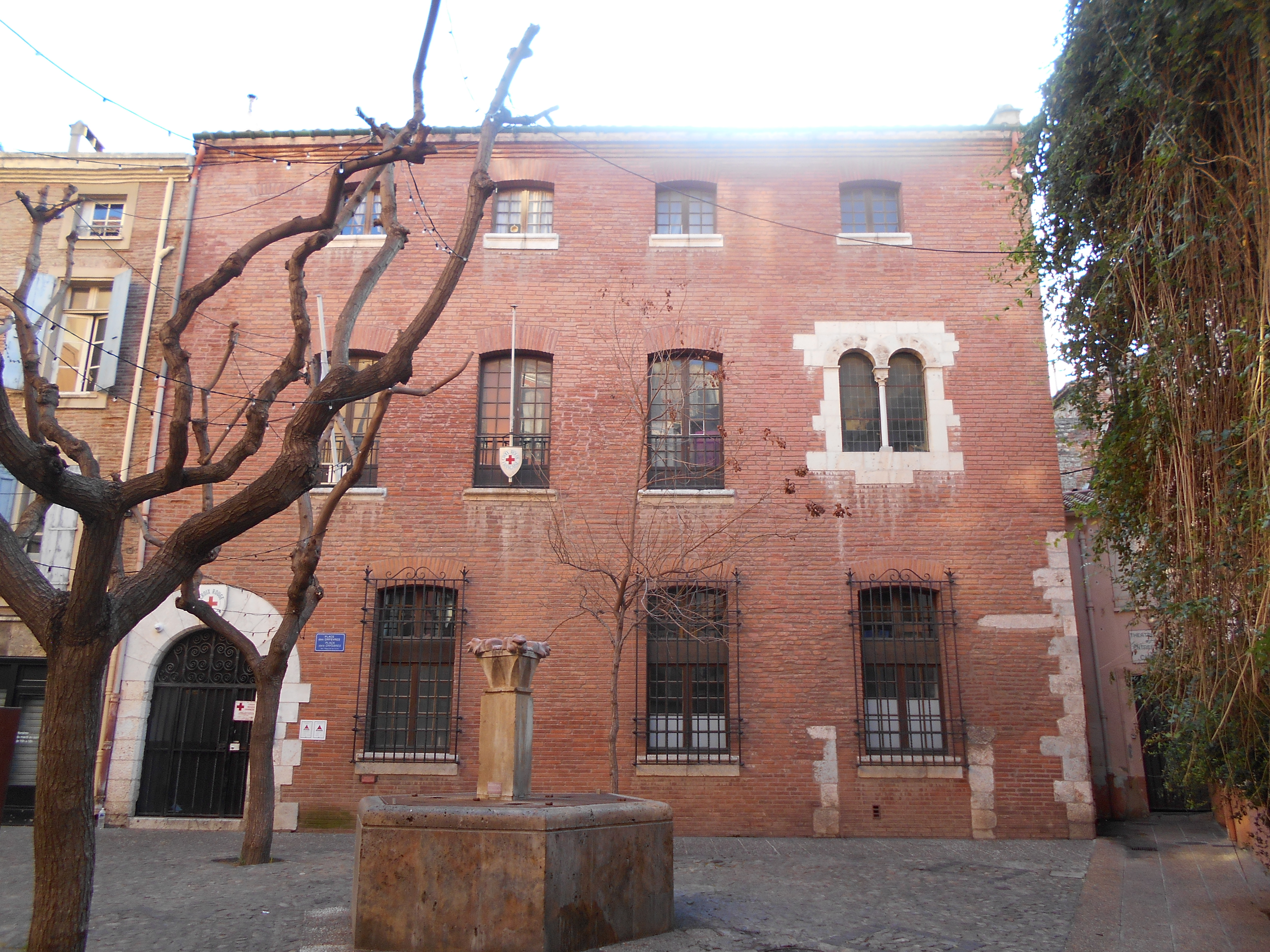
Palais des Corts vu de devant